# Leichtathletik-Europameisterschaften 1958/Diskuswurf der Männer

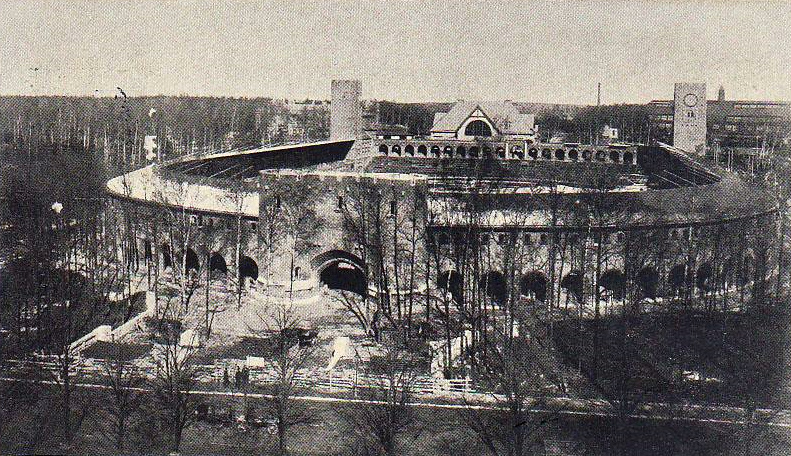
Ansichtskarte des Stockholmer Olympiastadions aus dem Jahr 1912

Der Diskuswurf der Männer bei den Leichtathletik-Europameisterschaften 1958 wurde am 20. und 22. August 1958 im Stockholmer Olympiastadion ausgetragen.
Europameister wurde der Pole Edmund Piątkowski. Er gewann vor dem Bulgaren Todor Artarski. Bronze ging an den sowjetischen Werfer Wladimir Trussenjow.

## Rekorde

### Bestehende Rekorde
| Weltrekord           | 59,28 m | Fortune Gordien  | Pasadena, USA       | 22. August 1953   |
| Europarekord         | 56,98 m | Adolfo Consolini | Bellinzona, Italien | 11. Dezember 1955 |
| Meisterschaftsrekord | 53,75 m | Adolfo Consolini | EM Brüssel, Belgien | 26. August 1950   |

### Rekordverbesserungen
Der bestehende EM-Rekord wurde im Finale am 22. August zweimal verbessert:
- 53,82 m – Todor Artarski (Bulgarien), dritter Versuch
- 53,92 m – Edmund Piątkowski (Polen), vierter Versuch

## Qualifikation
20. August 1958, 17.15 Uhr
Die 21 Teilnehmer traten zu einer gemeinsamen Qualifikationsrunde an. Die Qualifikationsweite für den direkten Finaleinzug betrug 48,00 m. Sechzehn Athleten übertrafen diese Marke und waren damit für das Finale qualifiziert (hellblau unterlegt). Nur fünf Werfer schieden aus und es bleibt wie bei fast allen Sprung- und Wurfdisziplinen unklar, weshalb bei einer so geringen Trennschärfe überhaupt eine Qualifikation angesetzt wurde.
| Platz | Name                | Nation         | Weite (m) |
| ----- | ------------------- | -------------- | --------- |
| 1     | Edmund Piątkowski   | Polen          | 52,78     |
| 2     | Kim Buchanzow       | Sowjetunion    | 50,82     |
| 3     | József Szécsényi    | Ungarn         | 50,79     |
| 4     | Wladimir Trussenjow | Sowjetunion    | 50,70     |
| 5     | Ferenc Klics        | Ungarn         | 50,28     |
| 6     | Lars Arvidson       | Schweden       | 50,12     |
| 7     | Pentti Repo         | Finnland       | 49.63     |
| 8     | Otto Koppenhöfer    | Deutschland    | 49.17     |
| 9     | Cornelis Koch       | Niederlande    | 49.12     |
| 10    | Todor Artarski      | Bulgarien      | 49.09     |
| 11    | Adolfo Consolini    | Italien        | 48,91     |
| 12    | Dako Radošević      | Jugoslawien    | 48,80     |
| 13    | Carol Lindroos      | Finnland       | 48,66     |
| 14    | Serge Grisoni       | Frankreich     | 48,24     |
| 15    | Gerry Carr          | Großbritannien | 48,16     |
| 16    | Fritz Kühl          | Deutschland    | 48,02     |
| 17    | Östen Edlund        | Schweden       | 47,52     |
| 18    | Stein Haugen        | Norwegen       | 46,98     |
| 19    | Eugeniusz Wachowski | Polen          | 46,96     |
| 20    | Pierre Alard        | Frankreich     | 45,94     |
| 21    | Hallgrímur Jónsson  | Island         | 45,46     |

## Legende
Kurze Übersicht zur Bedeutung der Symbolik – so üblicherweise auch in sonstigen Veröffentlichungen verwendet:
| – | verzichtet |
| x | ungültig   |

## Finale
22. August 1958, 16.45 Uhr
| Platz | Name                | Nation         | 1. Versuch (m)               | 2. Versuch (m)               | 3. Versuch (m)               | 4. Versuch (m)               | 5. Versuch (m)               | 6. Versuch (m)               | Bestweite (m) |
| 1     | Edmund Piątkowski   | Polen          | 52,90                        | x                            | 50,22                        | 53,92 CR                     | 53,36                        | x                            | 53,92 CR      |
| 2     | Todor Artarski      | Bulgarien      | 52,52                        | 51,10                        | 53,82 CR                     | x                            | 51,64                        | x                            | 53,82         |
| 3     | Wladimir Trussenjow | Sowjetunion    | 50,54                        | 52,38                        | 50,00                        | 50,89                        | 53,06                        | 53,74                        | 53,74         |
| 4     | Kim Buchanzow       | Sowjetunion    | Versuchsserien nicht bekannt | Versuchsserien nicht bekannt | Versuchsserien nicht bekannt | Versuchsserien nicht bekannt | Versuchsserien nicht bekannt | Versuchsserien nicht bekannt | 53,44         |
| 5     | Ferenc Klics        | Ungarn         | Versuchsserien nicht bekannt | Versuchsserien nicht bekannt | Versuchsserien nicht bekannt | Versuchsserien nicht bekannt | Versuchsserien nicht bekannt | Versuchsserien nicht bekannt | 53,08         |
| 6     | Adolfo Consolini    | Italien        | Versuchsserien nicht bekannt | Versuchsserien nicht bekannt | Versuchsserien nicht bekannt | Versuchsserien nicht bekannt | Versuchsserien nicht bekannt | Versuchsserien nicht bekannt | 53,05         |
| 7     | Carol Lindroos      | Finnland       | Versuchsserien nicht bekannt | Versuchsserien nicht bekannt | Versuchsserien nicht bekannt | Versuchsserien nicht bekannt | Versuchsserien nicht bekannt | Versuchsserien nicht bekannt | 51,95         |
| 8     | József Szécsényi    | Ungarn         | Versuchsserien nicht bekannt | Versuchsserien nicht bekannt | Versuchsserien nicht bekannt | Versuchsserien nicht bekannt | Versuchsserien nicht bekannt | Versuchsserien nicht bekannt | 51,43         |
| 9     | Pentti Repo         | Finnland       | Versuchsserien nicht bekannt | Versuchsserien nicht bekannt | Versuchsserien nicht bekannt | Versuchsserien nicht bekannt | Versuchsserien nicht bekannt | Versuchsserien nicht bekannt | 51,09         |
| 10    | Cornelis Koch       | Niederlande    | Versuchsserien nicht bekannt | Versuchsserien nicht bekannt | Versuchsserien nicht bekannt | Versuchsserien nicht bekannt | Versuchsserien nicht bekannt | Versuchsserien nicht bekannt | 50,97         |
| 11    | Gerry Carr          | Großbritannien | Versuchsserien nicht bekannt | Versuchsserien nicht bekannt | Versuchsserien nicht bekannt | Versuchsserien nicht bekannt | Versuchsserien nicht bekannt | Versuchsserien nicht bekannt | 50,31         |
| 12    | Dako Radošević      | Jugoslawien    | Versuchsserien nicht bekannt | Versuchsserien nicht bekannt | Versuchsserien nicht bekannt | Versuchsserien nicht bekannt | Versuchsserien nicht bekannt | Versuchsserien nicht bekannt | 50,00         |
| 13    | Fritz Kühl          | Deutschland    | Versuchsserien nicht bekannt | Versuchsserien nicht bekannt | Versuchsserien nicht bekannt | Versuchsserien nicht bekannt | Versuchsserien nicht bekannt | Versuchsserien nicht bekannt | 49,44         |
| 14    | Lars Arvidson       | Schweden       | Versuchsserien nicht bekannt | Versuchsserien nicht bekannt | Versuchsserien nicht bekannt | Versuchsserien nicht bekannt | Versuchsserien nicht bekannt | Versuchsserien nicht bekannt | 49,27         |
| 15    | Otto Koppenhöfer    | Deutschland    | Versuchsserien nicht bekannt | Versuchsserien nicht bekannt | Versuchsserien nicht bekannt | Versuchsserien nicht bekannt | Versuchsserien nicht bekannt | Versuchsserien nicht bekannt | 48,42         |
| 16    | Serge Grisoni       | Frankreich     | Versuchsserien nicht bekannt | Versuchsserien nicht bekannt | Versuchsserien nicht bekannt | Versuchsserien nicht bekannt | Versuchsserien nicht bekannt | Versuchsserien nicht bekannt | 47,13         |

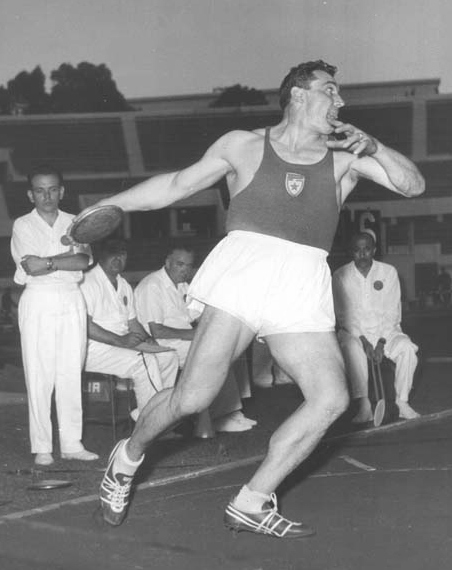
Der Titelverteidiger und dreifache Europameister Adolfo Consolini kam diesmal auf den sechsten Platz
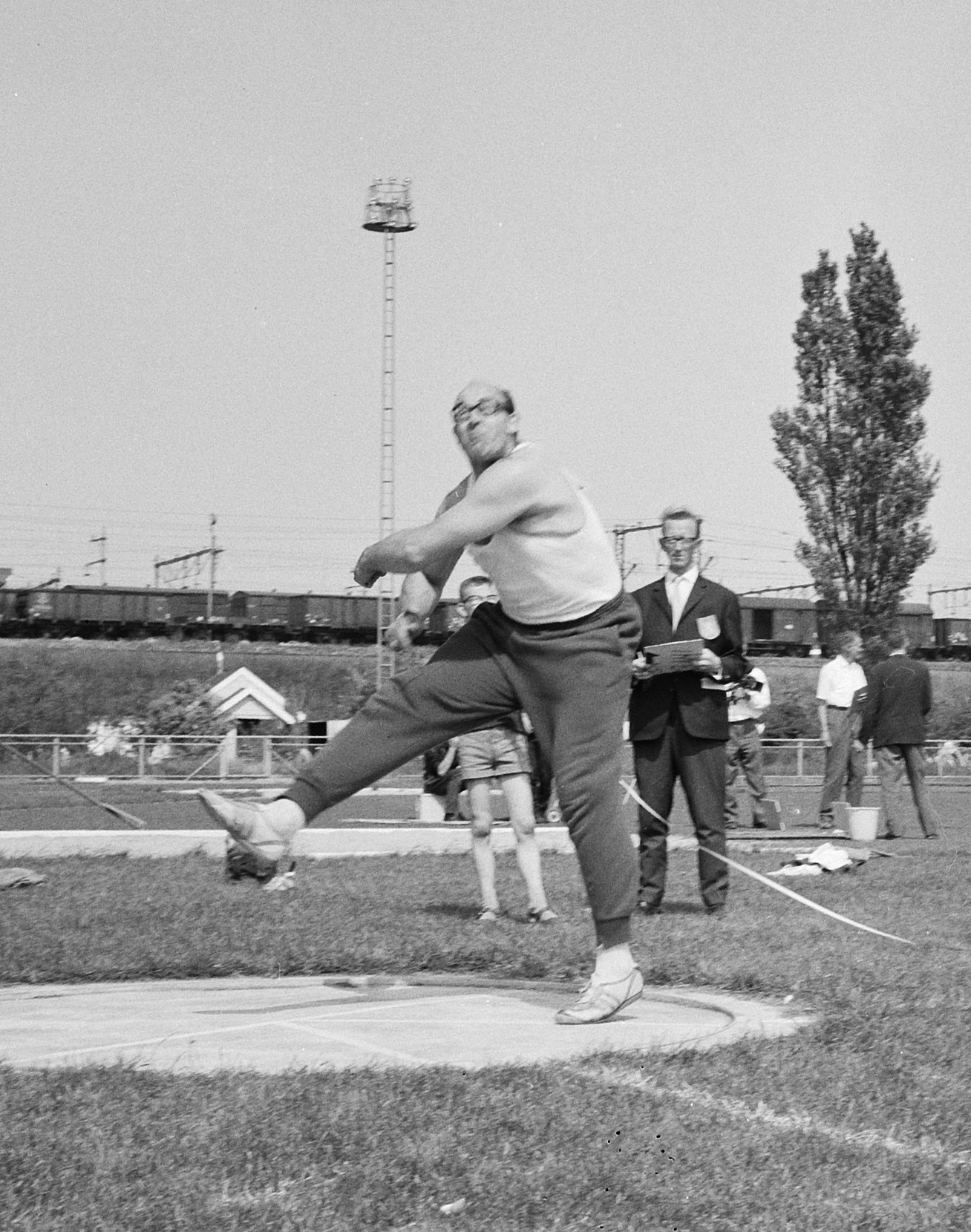
Platz zehn für Cornelis Koch
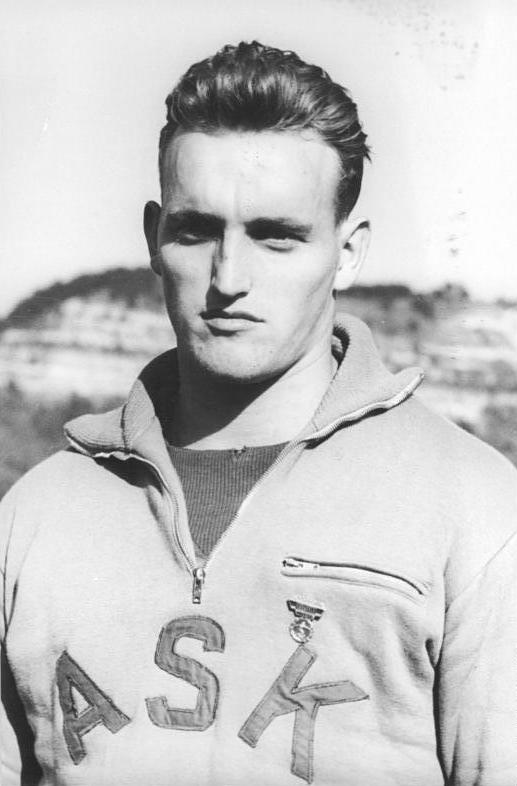
Fritz Kühl belegte Rang dreizehn